# Стихови (ТВ кратки филм)
„Стихови ” је југословенски кратки ТВ филм из 1969. године. Режирао га је Арсеније Јовановић а сценарио је написао Павле Минчић.

## Улоге
| Глумац       | Улога |
| ------------ | ----- |
| Павле Минчић |       |